# Akatoreïta
L'akatoreïta és un mineral de la classe dels silicats. Va ser anomenada així per la seva localitat tipus, Akatore (Nova Zelanda).

## Característiques
L'akatoreïta és un silicat de fórmula química Mn92+Al₂Si₈O24(OH)₈. Cristal·litza en el sistema triclínic. La seva duresa a l'escala de Mohs és 6.
Segons la classificació de Nickel-Strunz, l'akatoreïta pertany a «09.BH - Sorosilicats amb anions Si₃O10, Si₄O11, etc.; cations en coordinació tetraèdrica [4] i major coordinació» juntament amb els següents minerals: aminoffita, kinoïta i fencooperita.

## Formació i jaciments
A Nova Zelanda s'ha trobat en metaxerts manganesífers i llantions de carbonat en esquists. A Norberg, Suècia, s'ha trobat en roques metavolcàniques fèlsiques riques en potassi.